# Strada statale 257 Apecchiese
La strada statale 257 Apecchiese (SS 257), ora strada regionale 257 Apecchiese (SR 257) in Umbria e strada provinciale 257 Apecchiese (SP 257) nelle Marche, è una strada statale di collegamento interregionale.

## Percorso
La strada ha origine nel centro abitato di Città di Castello, dove si distacca dal tracciato della strada statale 3 bis Tiberina. Il tracciato abbandona la val Tiberina in direzione nord-est, raggiungendo  Bocca Serriola (730 m s.l.m.), valico politicamente in territorio tifernate e non lontano dal confine regionale tra Umbria e Marche.
Superato questo, il percorso procede fino ad Apecchio, da dove la strada segue il percorso del fiume Candigliano passando per Piobbico e terminando con l'innesto sullo storico tracciato della strada statale 3 Via Flaminia presso Acqualagna.
In seguito al decreto legislativo n. 112 del 1998, dal 2001, la gestione del tratto umbro è passata dall'ANAS alla Regione Umbria che ha poi ulteriormente devoluto le competenze alla Provincia di Perugia, mantenendone comunque la titolarità; la gestione del tratto marchigiano è passata dall'ANAS alla Regione Marche: in realtà su sollecitazione di quest'ultima, la strada è passata di proprietà alla Provincia di Pesaro e Urbino.